# غاريقون شبه قطبي جنوبي
غاريقون شبه قطبي جنوبي (الاسم العلمي: Agaricus subantarcticus) هو نوع من الفطريات يتبع جنس الغاريقون من الفصيلة الغاريقونية.